# Blok Ekipa
Blok Ekipa – polski komediowy serial animowany. Odcinki serialu umieszczane są w serwisie YouTube, a od 4 października 2015 roku także emitowane na kanale Comedy Central.
Serial stanowi satyrę ze środowiska blokersów. Blok ekipa odniosła sukces dzięki wpisaniu się w dyskurs kontenstacyjno-kontrkulturowy, komentowaniu bieżących wydarzeń (np. pożaru mostu Łazienkowskiego), karykaturalne przedstawienie celebrytów z mediów głównego nurtu oraz internetu (np. Bonusa BGC, Tigera i Kobry) oraz zapewnieniu swobody artystycznej twórcom. W serialu sparodiowano ponadto m.in: Aleksandra Kwaśniewskiego Bartłomieja Misiewicza, Antoniego Macierewicza i Rafała Trzaskowskiego.

## Opis fabuły
Akcja serialu toczy się na warszawskim Grochowie. Głównymi bohaterami serial są trzej dwudziestoletni przyjaciele: Adrian „Spejson” Puchacki, Wojciech „Wojtas” Puczyk oraz Waldemar „Walo” Walasik. „Spejson” jest najsilniejszym członkiem grupy. Wyróżnia się małą inteligencją. Pracuje w firmie remontowej, prowadzonej przez jego ojca, Wiesława „Pana Wiesia” Puchackiego, ponadto bierze udział w zawodach MMA i nagrywa videoblogi. Jest zagorzałym kibicem Legii Warszawa – zamiłowanie do klubu okazuje najczęściej podczas śpiewania klubowej przyśpiewki przed pobiciem kogoś. „Wojtas” jest fanem motoryzacji. Posiadał tuningowanego FSO Poloneza, którego nazywał „Szerszeniem”, następnie jeździł stuningowanym BMW E36, nazywanym „Bawarą”. „Walo” uchodzi za najbardziej pomysłowego członka grupy. Pracuje w warsztacie samochodowym.
Głównymi antagonistami w serialu są Bastian „Rudy” Obsztyfitykultykiewicz (zgłaszający na policję i straż miejską przestępstwa dokonane przez bohaterów serialu) i Paweł „Cieślak” Ciesielski (największy rywal „Spejsona”). W serialu pojawia się również Bartłomiej „Cjalis” Walaszczak, wokalista disco polo, serialowy odpowiednik Bartosza Walaszka.
Bohaterowie serialu korzystają z pewnych cech języka blokersów. Język ten zawiera liczne wulgaryzmy oraz obsceniczne słowa, często zastępujące neutralne słowa, np. padające w 28. odcinku Ty to jak coś dojebiesz, gdzie wulgaryzm zastępuje czasownik powiedzieć, a także zapożyczenia z grypsery i slangu młodzieżowego. Wulgaryzmy są używane do wyrażania emocji przez postacie serialu. Nadmiar wulgaryzmów sprawia, że dialogi momentami nie są precyzyjne. Brutalizacja języka jest podkreślona stosowaniem dokładnych i konkretnych określeń aktów przemocy fizycznej, np. kołowrotek – uderzenie z półobrotu, luta – uderzenie pięścią. Funkcje ekspresywne pełną liczne neologizmy, np. monopolik (sklep monopolowy), poka (pokaż), setunia (setka wódki). Postacie zniekształcają wyrazy obce, np. samatorium, wokman, popełniają błędy fleksyjne, używają form mianownika w funkcji wołacza. Główni bohaterowie serialu dzielą innych na swoich i obcych. Swoi to inni blokersi lub (w węższym znaczeniu) bohater serialowej grupy, obcy to każdy, nie należący do świata blokersów. Wobec obcych główni bohaterowie wyrażają się z pogardą i dominacją. W dialogach pojawiają się porównania nawiązujące do postaci ze świata mediów (np. fiknął jak Najman, głodny jestem jak Gesslerowa po dwóch obiadach). W serialu stosowana jest również stylizacja gwarowa.